# Famille von Alvensleben
Pour les articles homonymes, voir von Alvensleben.
 (mai 2021).
Si vous disposez d'ouvrages ou d'articles de référence ou si vous connaissez des sites web de qualité traitant du thème abordé ici, merci de compléter l'article en donnant les références utiles à sa vérifiabilité et en les liant à la section « Notes et références ».
 (mai 2021).
La mise en forme du texte ne suit pas les recommandations de Wikipédia : il faut le « wikifier ».
Les points d'amélioration suivants sont les cas les plus fréquents. Le détail des points à revoir est peut-être précisé sur la page de discussion.
- Les titres sont pré-formatés par le logiciel. Ils ne sont ni en capitales, ni en gras.
- Le texte ne doit pas être écrit en capitales (les noms de famille non plus), ni en gras, ni en italique, ni en « petit »…
- Le gras n'est utilisé que pour surligner le titre de l'article dans l'introduction, une seule fois.
- L'italique est rarement utilisé : mots en langue étrangère, titres d'œuvres, noms de bateaux, etc.
- Les citations ne sont pas en italique mais en corps de texte normal. Elles sont entourées par des guillemets français : « et ».
- Les listes à puces sont à éviter, des paragraphes rédigés étant largement préférés. Les tableaux sont à réserver à la présentation de données structurées (résultats, etc.).
- Les appels de note de bas de page (petits chiffres en exposant, introduits par l'outil «  Source ») sont à placer entre la fin de phrase et le point final[comme ça].
- Les liens internes (vers d'autres articles de Wikipédia) sont à choisir avec parcimonie. Créez des liens vers des articles approfondissant le sujet. Les termes génériques sans rapport avec le sujet sont à éviter, ainsi que les répétitions de liens vers un même terme.
- Les liens externes sont à placer uniquement dans une section « Liens externes », à la fin de l'article. Ces liens sont à choisir avec parcimonie suivant les règles définies. Si un lien sert de source à l'article, son insertion dans le texte est à faire par les notes de bas de page.
- La présentation des références doit suivre les conventions bibliographiques. Il est recommandé d'utiliser les modèles {{Ouvrage}}, {{Chapitre}}, {{Article}}, {{Lien web}} et/ou {{Bibliographie}}. Le mode d'édition visuel peut mettre en forme automatiquement les références.
- Insérer une infobox (cadre d'informations à droite) n'est pas obligatoire pour parachever la mise en page.

Pour une aide détaillée, merci de consulter Aide:Wikification.
Si vous pensez que ces points ont été résolus, vous pouvez retirer ce bandeau et améliorer la mise en forme d'un autre article.

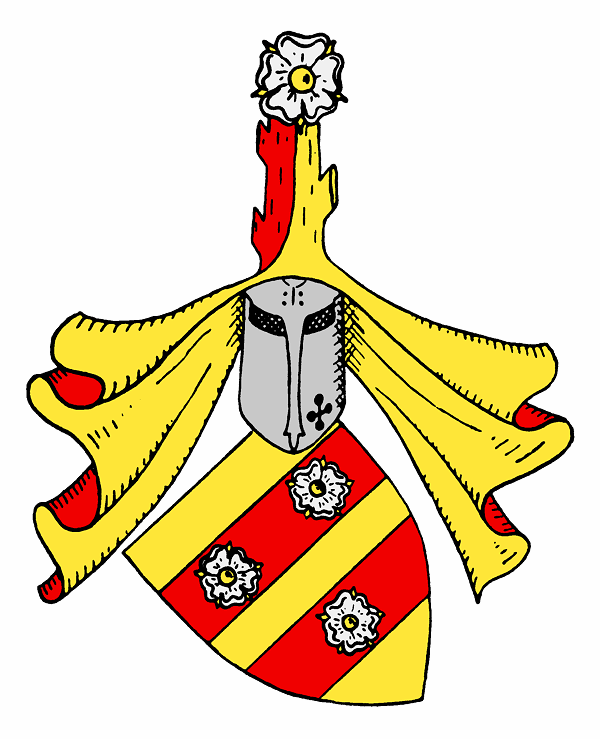
Armoiries d'Alvensleben

La famille von Alvensleben est une ancienne famille noble de bas-allemand (niederdeutsch) de la région d'Altmark, dont le premier membre connu, Wichard de Alvensleve, est mentionné pour la première fois en 1163 comme un ministerialis (ministre) de l'évêché de Halberstadt. Le nom de famille dérive du château d'Alvensleben (aujourd'hui Bebertal, quartier de Börde en Saxe-Anhalt). Ils sont l'une des plus anciennes familles aristocratiques allemandes.

## Histoire

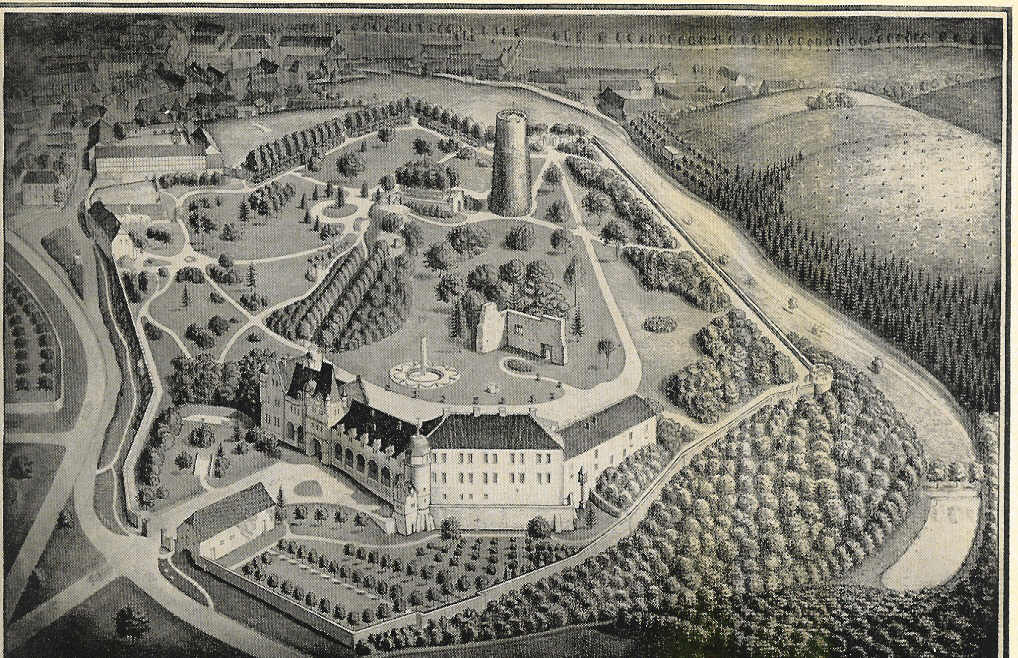
Château d'Alvensleben

La lignée familiale commence avec Gebhard von Alvensleben, probablement le fils de Wichard, mentionné entre 1190 et 1216. Les Alvenslebens étaient des sénéchaux héréditaires (Erbtruchsessen) de l'évêché et de la principauté de Halberstadt du 12ᵉ siècle. Au début, ils servaient de burgmanns (de) dans le château épiscopal d'Alvensleben. Vers 1270, ils acquièrent leur propre domaine familial, le château d'Erxleben et, vers 1324, le château de Kalbe.
Friedrich von Alvensleben (vers 1265-1313) était le maître des Templiers dans leurs districts allemands et slaves. Ses frères aînés fondèrent deux branches, la blanche et la noire Alvenslebens, tandis que la branche rouge s'éteignit en 1553.
La famille a acquis de nombreux autres domaines, certains situés dans l'archevêché de Magdebourg, la Marche de Brandebourg et le duché de Brunswick. Gebhard XIV. von Alvensleben (mentionné 1393 –1425) faisait partie de l'opposition des nobles contre Frédéric Ier, électeur de Brandebourg, le premier Hohenzollern à régner sur le Brandebourg, mais fut plus tard soumis par lui.
La famille a engendré deux évêques catholiques de Havelberg aux XVe et XVIe siècles, mais est ensuite devenue protestante luthérienne. Joachim I. von Alvensleben (1514-1588) a promu la réforme dans la région d'Altmark. La famille a fourni de nombreux chefs de gouvernement dans cette province, ainsi qu'un certain nombre de ministres, généraux et diplomates dans différents états du nord de l'Allemagne. Plusieurs lignées de la famille ont été faites comtes prussiens, à partir de 1798 et la famille a reçu un siège héréditaire dans la chambre des seigneurs de Prusse. La plupart de leurs propriétés ont été expropriées en 1945 en Allemagne de l'Est communiste. Leurs principaux domaines familiaux étaient : 

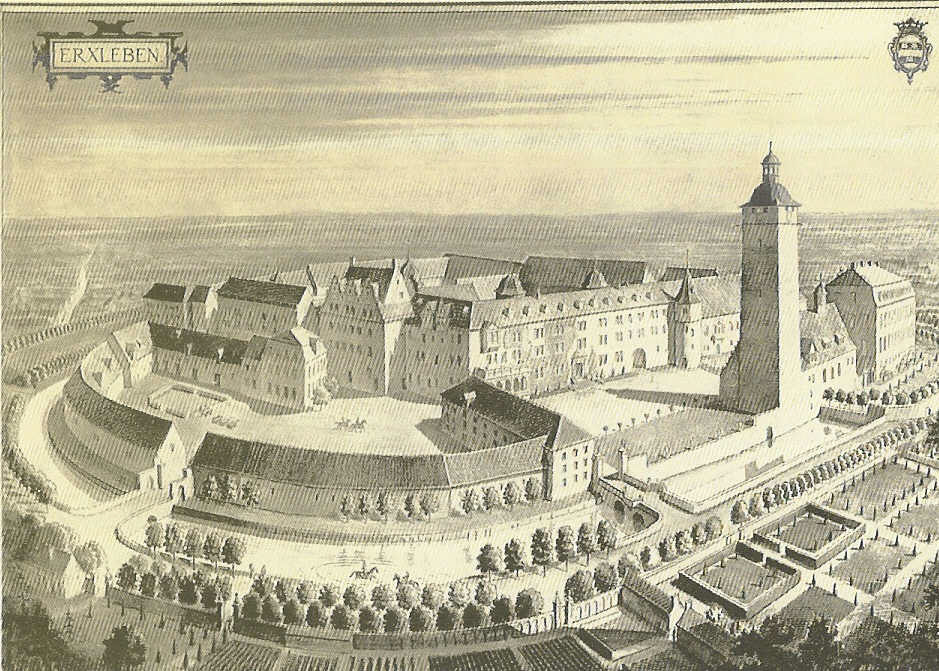
Château d'Erxleben
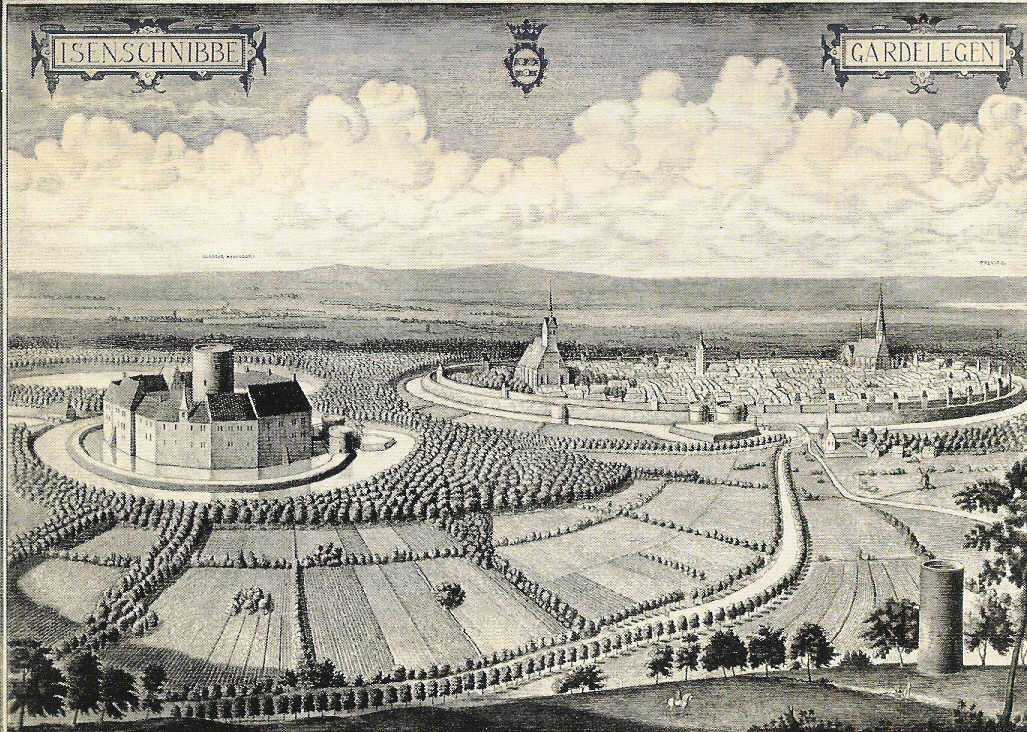
Château de Gardelegen
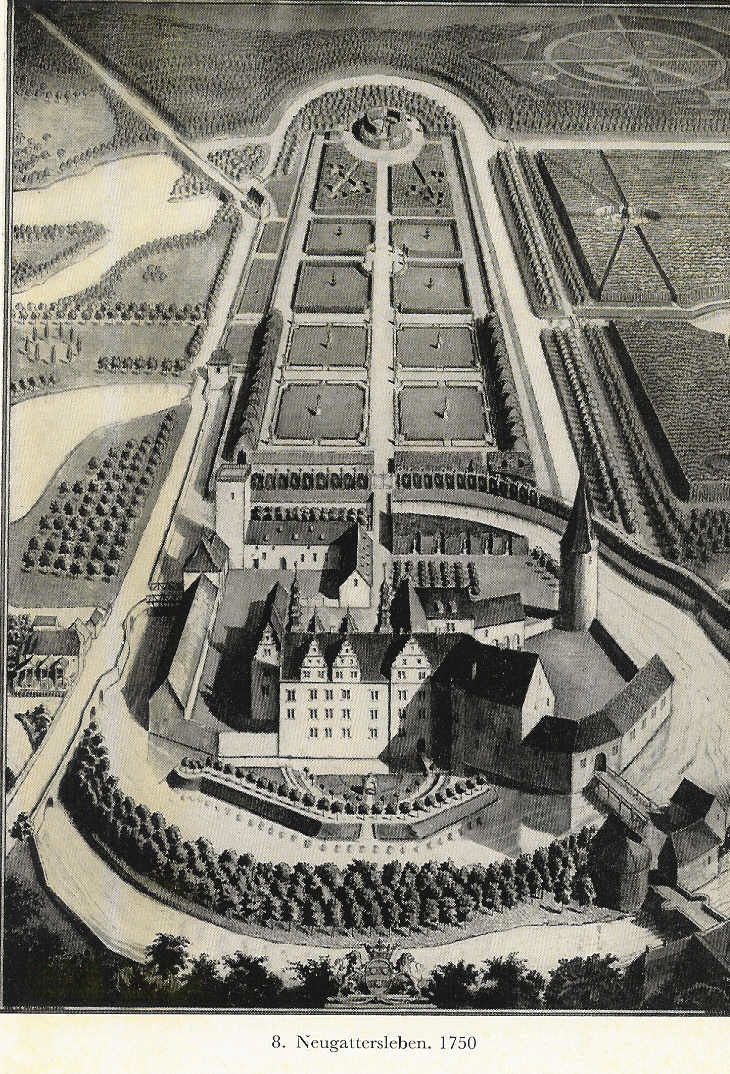
Château de Neugattersleben
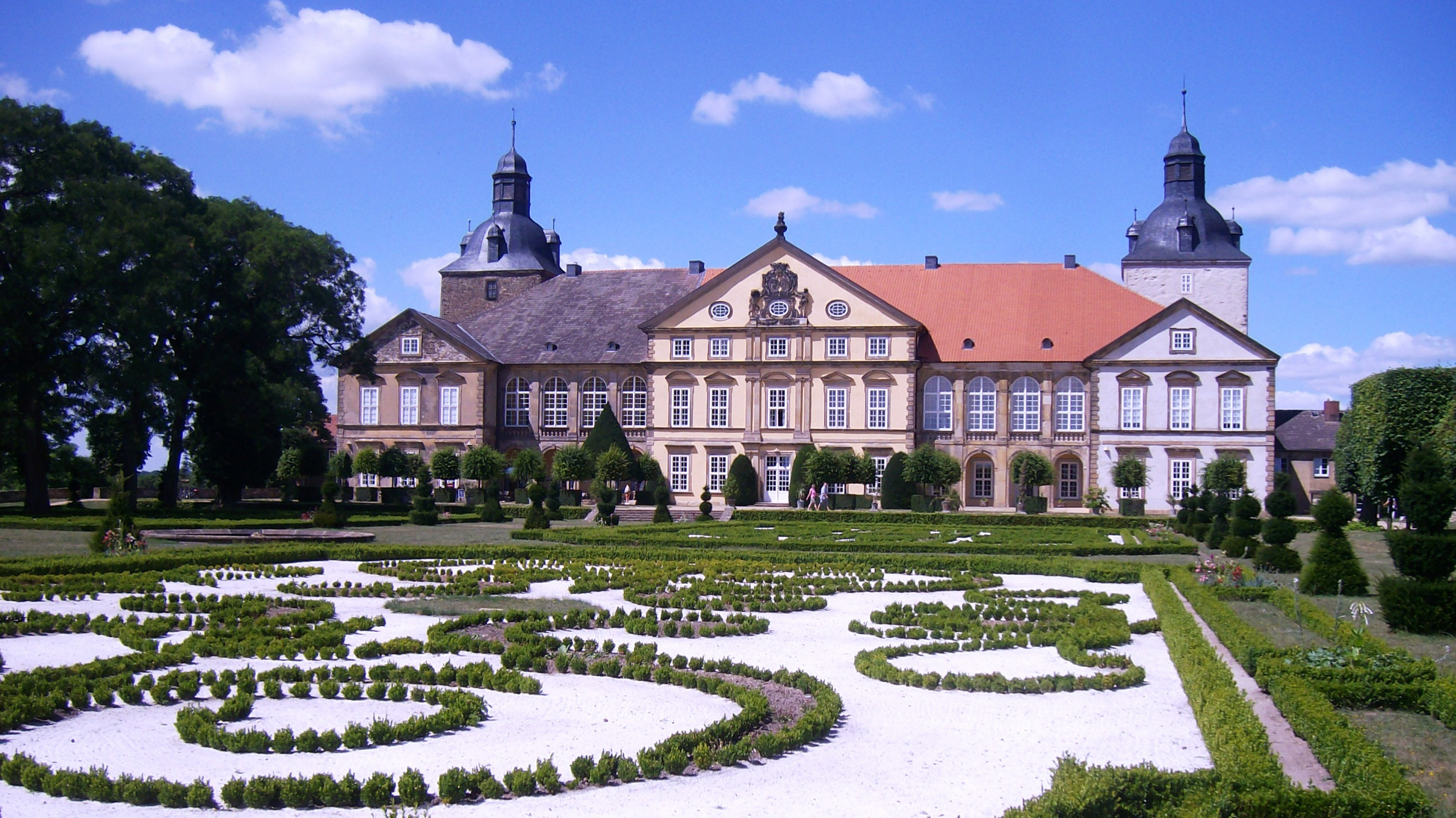
Château de Hundisburg (près de Haldensleben )

## Blason
|  | Blason de la famille von Alvensleben Blasonnement : D'or à deux fasces de gueules chargée de trois roses d'argent, 2 sur la premiere fasce et 1 sur la seconde. Source du blasonnement : JB Rietstap, Armorial général, Tome I., page 39. |

## Personnalités
- Achaz Henri d'Alvensleben (de) (1716–1777), général prussien
- Albert d'Alvensleben (1794-1858), ministre prussien des finances
- Albert d'Alvensleben-Schönborn (de) (1848-1928), membre de la chambre des seigneurs de Prusse
- Alkmar II d'Alvensleben (de) (1841–1898), lieutenant général et commandant de Breslau
- Alkmar d'Alvensleben (1874–1946), médecin allemand
- Andrew of Alvensleben (mort en 1565), castellan
- Anna Maria d'Alvensleben (1659-1724), fille aînée de Gebhard Christopher d'Alvensleben à Erxleben I
- Armgard d'Alvensleben (1893–1970), abbesse de l'abbaye de Heiligengrabe et directeur général de la mission évangélique allemande des chemins de fer
- Berthold I d'Alvensleben, évêque de Hildesheim
- Busso of Alvensleben
- Christian of Alvensleben (né en 1941), photographe allemand
- Constantin d'Alvensleben (1809–1892), général prussien
- Édouard d'Alvensleben (de) (1787–1876), administrateur de l'arrondissement de Jerichow II (de)
- Frederica of Alvensleben, née von Klinglin (1749–1799), actrice
- Frédéric d'Alvensleben (urk. 1301-1308), dernier maître de l'Ordre des Templiers en Alémanie et en Slavonie
- Frédéric d'Alvensleben (de) (1837–1894), général prussien
- Frédéric-Joachim d'Alvensleben (1833–1912), administrateur de l'arrondissement d'Haldensleben
- Frédéric-Jean d'Alvensleben (1836–1913), ambassadeur
- Ferdinand d'Alvensleben (1803–1889), propriétaire foncier et membre de la chambre des seigneurs de Prusse
- Gebhard XIV d'Alvensleben (de) (erw. 1393–1425), castellan à Gardelegen et gouverneur («Landeshauptmann»)
- Gebhard XVII d'Alvensleben (de) (mort en 1541), gouverneur (Landeshauptmann)
- Gebhard XXIII d'Alvensleben (de) (1584–1627), gouverneur («Landeshauptmann») Beeskow uns Storkow
- Gebhard XXV d'Alvensleben (de) (1618–1681), homme d'État et historien
- Gebhard XXVII d'Alvensleben (de) (1734–1801), homme politique
- Gebhard Jean I d'Alvensleben (1576–1631), seigneur du manoir et constructeur d'un observatoire
- Gebhard-Charles-Ludolf d'Alvensleben (1798–1867), général prussien
- Gebhard-Jean-Achaz d'Alvensleben (de) (1764–1840), propriétaire foncier
- Gebhard-Nicolas d'Alvensleben (1824-1909), maître forestier principal
- Gustav d'Alvensleben (1803–1881), général prussien
- Gustave-Hermann d'Alvensleben (1827-1905), général prussien
- Gustav Constantine d'Alvensleben (1879-1965), homme d'affaires à Vancouver, Canada
- Hans Bodo, comte d'Alvensleben-Neugattersleben (1882–1961), propriétaire foncier et président du German Gentleman's Club
- Hermann d'Alvensleben (1809–1887), général prussien
- Joachim I d'Alvensleben (1514-1588), érudit et réformateur
- Jean-Ernest d'Alvensleben (de) (1758–1827), doyen de la cathédrale et ministre de Brunswick
- Jean-Frédéric d'Alvensleben (de) (1712−1783), président du duché de Magdebourg
- Jean-Frédéric II d'Alvensleben (1657–1728), ministre hanovrien, constructeur du château de Hundisburg
- Jean-Frédéric VII d'Alvensleben (de) (1747−1829), député des États impériaux du royaume de Westphalie
- John Frederick Charles d'Alvensleben (1714–1795), ministre anglo-hanovrien
- Jean-Frédéric-Charles II d'Alvensleben (1778−1831), général prussien
- John Louis Gebhard d'Alvensleben (1816–1895), seigneur du manoir et musicien
- Charles Auguste I d'Alvensleben (1661-1697), conseiller privé à Hanovre et chanoine de Magdebourg
- Charles-Jean d'Alvensleben (de) (1807-1877), général prussien
- Kathleen King von Alvensleben, architecte
- Kuno d'Alvensleben (1588–1638), chanoine de Magdebourg
- Ludolf d'Alvensleben (de) (1844-1912), major général prussien et seigneur du manoir
- Ludolf X d'Alvensleben (1511-1596), homme d'État
- Ludolf-Auguste-Frédéric d'Alvensleben (de) (1743–1822), général de division royal de Prusse, commandant de la forteresse de Glatz et inspecteur de l'armée de Silésie
- Ludolf-Hermann d'Alvensleben (1901-1970), député du Reichstag nazi et lieutenant général de la Waffen SS
- Ludolf Udo d'Alvensleben (de) (1852-1923), député du comté et homme politique prussien
- Ludwig von Alvensleben (1800-1868), auteur
- Louis Charles Alexander d'Alvensleben (1778–1842), officier prussien et figure littéraire dans le roman de Theodor Fontane Schach von Wuthenow
- Louis d'Alvensleben (de) (1805–1869), propriétaire foncier et membre de la chambre des seigneurs de Prusse
- Louis d'Alvensleben (dramaturge) (1800–1868), dramaturge allemand
- Margarethe d'Alvensleben (1840–1899), abbesse de l'abbaye d'Heiligengrabe
- Oscar d'Alvensleben (de) (1831-1903), peintre paysagiste allemand
- Othon d'Alvensleben (de) (1877-1945), officier de marine
- Philippe-Charles d'Alvensleben (de) (1745-1802), ministre prussien
- Professeur Reimar von Alvensleben (né en 1940), économiste agraire
- Rudolf Anthony d'Alvensleben (1688–1737), ministre hanovrien
- Sophia d'Alvensleben (1516-1590), abbesse de l'abbaye d'Althaldensleben
- Udo Gebhard Ferdinand d'Alvensleben (de) (1814–1879), propriétaire foncier et membre de la chambre des seigneurs de Prusse
- Udo III d'Alvensleben (1823–1910), propriétaire foncier et auteur
- Udo d'Alvensleben (1895-1970), administrateur de l'arrondissement de Minden (de), de l'arrondissement de Schlochau, et de l'arrondissement de Lübben (de)
- Udo d'Alvensleben (1897–1962), historien de l'art allemand
- Valentin d'Alvensleben (1529-1594), castellan à Gardelegen et Erxleben
- Werner II d'Alvensleben (erw. 1428-1472), castellan à Gardelegen, conseiller électoral de Brandebourg et maréchal de la cour ( Oberhofmarschall )
- Werner VIII d'Alvensleben (de) (1802–1877), général prussien
- Werner, comte d'Alvensleben-Neugattersleben (1840–1929), propriétaire foncier et homme d'affaires
- Werner d'Alvensleben (de) (1858–1928), administrateur de l'arrondissement de Gardelegen (de)
- Werner d'Alvensleben (1875–1947), marchand et homme politique
- Wichard d'Alvensleben (de) (1902-1982), fermier et forestier, officier
- Wichard d'Alvensleben (joueur de Go) (1937–2016), avocat, joueur de Go, joueur d'échecs

## Pour approfondir